# Allen Baron
Allen Baron (* 1927 in Brooklyn) ist ein US-amerikanischer Drehbuchautor, Film- und Fernsehregisseur, Produzent und Schauspieler. Er wurde vornehmlich durch den Gangsterfilm Explosion des Schweigens (Blast of Silence) aus dem Jahr 1961 bekannt. 

## Leben
Baron interessierte sich in der Jugend für das Zeichnen und studierte mit 19 Jahren Illustration an der New Yorker School of Visual Arts. Er arbeitete einige Jahre als Cartoonist und Illustrator. 1951 wechselte er ins Filmfach, arbeitete zunächst als Bühnenbildner und ab 1959 auch als Drehbuchautor und Regisseur. 1961 inszenierte er den größtenteils selbstfinanzierten Low-Budget-Gangsterfilm Explosion des Schweigens, in dem er zudem die Hauptrolle übernahm. Der Film war seinerzeit kein besonderer Erfolg. Erst Jahrzehnte später wurde er aufgrund seiner düsteren Ästhetik von Cineasten als ein Kleinod des späten Film noir wiederentdeckt. Da Barons Karriere als Kinofilmregisseur ausblieb, begann er ab den 1970er Jahren für das Fernsehen zu arbeiten. Er führte in zahlreichen Serien Regie, so beispielsweise in Episoden von Bronk, Cagney & Lacey, Drei Engel für Charlie oder Love Boat. 1986 beendete Baron seine Regiearbeit und wandte sich der Malerei zu. Er lebt heute als Kunstmaler in Beverly Hills.

## Filmografie (Auswahl)
- 1959: Cuban Rebel Girls
- 1961: Everything’s Ducky (Produzent)
- 1961: Explosion des Schweigens (Blast of Silence)
- 1961: Surfside 6 (Fernsehserie, Regie)
- 1964: Terror in the City (Produzent)
- 1966–67: Jericho (Fernsehserie, Regie)
- 1970: The Immortal (Fernsehserie, Regie)
- 1970–72: Arnie (Fernsehserie, Regie)
- 1970–73: Love, American Style (Fernsehserie, Regie)
- 1972: Drei Mädchen und drei Jungen (The Brady Bunch, Fernsehserie, Regie)
- 1972: The Sixth Sense (Fernsehserie, Regie)
- 1973: Temperatures Rising (Fernsehserie, Regie)
- 1974: Der Nachtjäger (Kolchak: The Night Stalker, Fernsehserie, Regie)
- 1976: Bronk (Fernsehserie, Regie)
- 1976–1980: Drei Engel für Charlie (Charlie’s Angels, Fernsehserie, Regie)
- 1977–1980: Love Boat (The Love Boat, Fernsehserie, Regie)
- 1978: Fantasy Island (Fernsehserie, Regie)
- 1980–82: House Calls  (Fernsehserie, Regie)
- 1985: Cagney & Lacey (Fernsehserie, Regie)
- 1986: Fortune Dane (Fernsehserie, Regie)
- 2007: Requiem for a Killer: The Making of Blast of Silence (Dokumentation)